# باول دوبويس (رسام)
باول دوبويس (بالفرنسية: Paul Dubois)‏ هو نحات ورسام فرنسي، ولد في 18 يوليو 1829 في Nogent-sur-Seine ‏ في فرنسا، وتوفي في 23 مايو 1905 في باريس في فرنسا.

## وصلات خارجية
- بول دوبويس على موقع IMDb (الإنجليزية)
- بول دوبويس على موقع أول موفي (الإنجليزية)
- بول دوبويس على موقع قاعدة بيانات الفيلم (الإنجليزية)